# Міста Сент-Люсії
Міста Сент-Люсії.

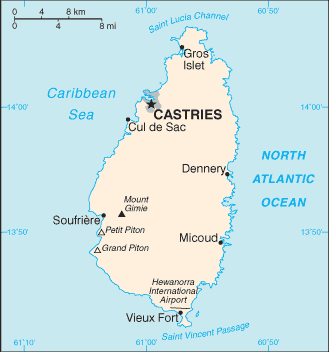
Мапа Сент-Люсії

У Сент-Люсії налічується 19 міст із населенням понад 500 мешканців. 2 міста мають населення понад 10 тисяч, 10 - від 1 до 5 тисяч, 7 - від 500 до 1 тисячі мешканців.
Нижче перелічено 7 найбільших міст із населенням понад 2 тисячі мешканців.
| Назва      | Населення (2021) |
| ---------- | ---------------- |
| Кастрі     | 20 000           |
| Бісее      | 12 980           |
| Вьйо-Форт  | 4 574            |
| Мікоуд     | 3 406            |
| Суфрієр    | 2 918            |
| Деннері    | 2 870            |
| Грос-Айлет | 2 362            |